# Leczenie wstrząsami insulinowymi
Ten artykuł opisuje teorie, metody lub czynności niezgodne ze współczesną wiedzą medyczną.

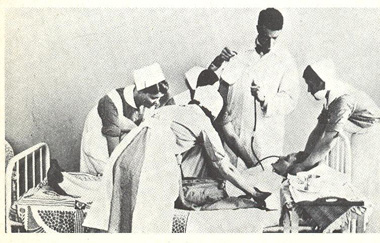
Leczenie wstrząsami insulinowymi w szpitalu Lapinlahti w Helsinkach w latach 50. XX wieku

Leczenie wstrząsami insulinowymi – jedna z metod leczenia stosowanych w psychiatrii głównie w latach 30., 40. i 50. XX wieku, polegająca na wywoływaniu powtarzanych stanów ciężkiej hipoglikemii i śpiączki przy użyciu wstrzyknięć insuliny. 
Metodę tę wprowadził do medycyny Manfred Sakel w 1933. Inspiracją do tej formy leczenia było domniemanie, iż odkryta w 1922 insulina może mieć znaczenie w patogenezie schizofrenii. Dawki zwiększano stopniowo i obserwowano stan pacjenta. Stosowano dawki rzędu 50–80 jednostek, rozpiętość dawki była duża. Śpiączkę przerywano poprzez podany przez zgłębnik do żołądka stężony roztwór glukozy. W późniejszym czasie stosowano dożylne podanie stężonego roztworu glukozy. Terapie wstrząsowe (wykorzystujące wstrząsy insulinowe i elektrowstrząsy) były metodami leczniczymi pierwszego rzutu w schizofrenii przed wprowadzeniem leków neuroleptycznych. 
Leczenie wstrząsami insulinowymi uznano jako niebezpieczne i mniej skuteczne w porównaniu z obecnie stosowaną farmakoterapią i nie ma już zastosowania w medycynie. Zdarzały się bowiem przypadki, że mimo normoglikemii pacjent nie odzyskiwał świadomości. W Stanach Zjednoczonych zostało zarzucone w latach 70., później było jeszcze przez pewien czas w użyciu w ZSRR i Chinach.